# Henry de Lumley
Henry de Lumley (Marsella, 14 d'agost de 1934) és un arqueòleg, geòleg i prehistoriador francès. És reconegut per la seva feina a nombrosos jaciments arqueològics de França i Espanya, i molt especialment per les seves troballes a la Cova de l'Aragó, a Talteüll.

## Biografia
Henry de Lumley es va llicenciar en Ciències Naturals l'any 1955 i va doctorar-se també en Ciències Naturals a París l'any 1965. Va realitzar investigacions a Marsella durant els anys 1955 - 1980 al CNRS, on va esdevenir Director de Recerca. També va formar un equip d'investigació a la Universitat de Provença dedicada a l'estudi de la geologia del Quaternari, de la Prehistòria i de fòssils d'homínids.
Ha dirigit nombroses excavacions arqueològiques (Cova de l'Aragó, Terra Amata, Lazaret, Bauma Bona, Quinçon, etc.) i ha participat en la construcció de diversos museus prehistòrics a França com a Terra Amata (Niça), Talteüll, Menton, Tenda, Quinçon, Valon. També va participar en l'estudi dels gravats rupestres protohistòrics de la Vallée des Merveilles. El 1980 va esdevenir professor al Museu Nacional d'Història Natural de París i director del Laboratori de Prehistòria i l'Institut de Paleontologia Humana de París. Del 1994 al 1999 va ser director del Museu Nacional d'Història Natural de París, del qual actualment n'és professor emèrit.
També és membre de l'Acadèmia de Ciències a l'Institut de França i de l'Acadèmia de les inscripcions i llengües antigues, i continua la seva activitat participant en projectes d'excavació internacionals a Geòrgia, Xina i Etiòpia. Un dels seus projectes actuals és l'estudi del jaciment Kada Gona a Etiòpia, on es va desenvolupar una de les indústries lítiques més antigues conegudes fins ara (2,7 milions d'anys). També contribueix a la construcció d'un museu de l'evolució humana a Addis Abeba.

## Publicacions
- 1957 - "Les industrie à micro-lithes géomètriques" with Max Escalon de Fonton, in:Bull S.P.F.LIV n°3-4.
- 1969 - "Le Paléolithique inférieur et moyen du Midi méditerranéen dans son cadre géologique", Ve supplément à Gallia préhistoire.
- 1969 - "Une cabane acheuléenne dans la Grotte du Lazaret", Mémoires de la Société Préhistorique Française, volume 7.
- 1972 - "La grotte moustérienne de l'Hortus (Valflaunès, Hérault)", Université de Provence, Etudes Quaternaires, mémoire n°1.
- 1976 - "La Préhistoire française. [Les] Civilisations paléolithiques et mésolithiques de la France ", Editions du C.N.R.S.
- 1992 - "Le Mont Bégo ", Imprimerie nationale.
- 1995 - "Le grandiose et le sacré", Edisud.
- 1998 - "L'Homme premier", Odile Jacob, rééd. 2009.
- 1999 - "Trésors méconnus du musée de l'homme. Dans le secret des objets et des mondes ", Ed. Le cherche-midi, Paris.
- 2004 - "La Géorgie, berceau des Européens ", éd. Musée de la Préhistoire des Gorges du Verdon.
- 2004 - "Le sol d'occupation acheuléen de l'unité archéostratigraphique UA 25 de la grotte du Lazaret, Nice, Alpes-Maritimes, Edisud.
- 2005 - "La Grotte du Lazaret, un campement de chasseurs il y a 160 000 ans ", Edisud.
- 2006 - "Il y a 400 000 ans : le feu, un formidable facteur d'hominisation ", Comptes rendus Palevol.
- 2009 - "La grande histoire des premiers hommes européens ", Odile Jacob. (ISBN 978 2 7381 2386 2)
- 2010 - " Terra Amata ", CNRS Editions.